# Bonanza
Bonanza je bila tudi v Sloveniji priljubljena televizijska serija, vesternskega žanra, predvajana v drugi polovici šestdesetih let. V ZDA jo je produkcijska hiša NBC snemala v letih 1959 - 1973. 
Glavne osebe na ranču Ponderosa so bili oče - vdovec Ben Cartwright (ki ga je igral Lorne Greene) in njegovi sinovi Adam (Pernell Roberts), Eric "Hoss" (Dan Blocker) in najmlajši in temperamentni Joseph "Mali Joe" (Michael Landon).

## Povzetek
Bonanza je ameriška serija žanra kavbojk, ki jo je razvil in produciral David Dortort in se je v Združenih državah 14 sezon predvajala na omrežju NBC. Celotna serija 431 ur dolgih epizod serije je bil je bila proizvedena v barvah. Premiera je bila 12. septembra 1959, zadnja epizoda pa je bila predvajana 16. januarja, 1973.
V prvi sezoni so »Bonanzo« predvajali ob sobotah zvečer in se uvrstili na 45. mesto po Nielsen ratings. Med drugo sezono se je serija povzpela na 17. mesto. »Bonanza« je bil na začetku svoje tretje sezone prestavljen na nedeljo ob 21:00 po vzhodnem času ZDA. V tem terminu je gledanost narasla in serija je postala najbolj priljubljena oddaja na ameriški "prime time televiziji) takoj za Wagon Train . V svoji dvanajsti sezoni je ostala med prvimi desetimi najbolj gledanimi oddajami in se je uvrstila na prvo mesto v svoji šesti, sedmi in osmi sezoni.
Bonanza je postala tudi svetovna uspešnica, saj je je bil predvajan v skoraj 50 državah, vključno s Kanado, Brazilijo, Jugoslavijo, Združenim kraljestvom, Francijo, Italijo, Švico, Savdsko Arabijo, Tajsko, Avstralijo in Japonsko.
»Bonanza« je postavljena okoli izmišljenega ranča Ponderosa v bližini Virginia City, Nevada in opisuje tedenske dogodivščine družine Cartwright, ki jo sestavljajo Ben Cartwright (Lorne Greene) in njegovi trije sinovi (vsakega po drugi ženi), Adam Cartwright (Pernell Roberts), Eric "Hoss" Cartwright (Dan Blocker) in ""Little"" Joe Cartwright (Michael Landon). Igralec veteran Victor Sen Yung je igral kuharja na ranču, Hopa Singa. Leta 1964 je Pernell Roberts začel izražati željo, da bi zapustil serijo, zato sta bila možna zamenjava predstavljena Barry Coe kot svojeglavi materini polbrat malega Joeja in Guy Williams kot Benov nečak Willa Cartwrighta. Na koncu so Robertsa prepričali, da izpolni pogodbo in je ostal do šeste sezone. Lika Claya in Willa sta bila ukinjena. 
V deveti sezoni je bil David Canary dodan igralski zasedbi kot delovodja na ranču Bonanza. Po štirih letih je serijo Canary zapustil zaradi pogodbenega spora. V dvanajsti sezoni se je igralski zasedbi pridružil Mitch Vogel kot Jamie Hunter, najstniška sirota, ki jo posvoji Ben Cartwright.
Po smrti Dana Blockerja maja 1972 po koncu trinajste sezone so Greene, Landon in Vogel nadaljevali serijo s štirinajsto sezono, pri čemer se je Canary vrnil kot Candy (domnevno ga je pregovoril Landon) in Tim Matheson je bil predstavljen kot nekdanji zapornik in na novo najet kavboj Griff King. Program je bil premaknjen na torkove večere, kjer je močno zdrsnil pri gledanosti na številko 52 in bil nato preklican. »Bonanza« je še naprej priljubljena v sindikaciji in se predvaja širom sveta. Od leta 1964 do 1967 je "Bonanza" bila najbolj gledana oddaja v ZDA.
Vseh 14 sezon je bilo izdanih na DVD-ju v Regiji 1, tako posamezno kot celoten komplet serije.

## TV filmi
Bonanza: Naslednja generacija 3. marec 1988 - izid filma.
To je nadaljevanje sage o Cartwrightovih, le da noben od prvotnih Cartwrightov ni več tukaj, vendar se pojavijo njihovi sinovi. Ben in Hoss sta umrla, mali Joe je pogrešan, pridružil se je Teddyju Rooseveltu v Kubanski vojni in je trenutno pogrešan, Adam pa je emigriral v Avstralijo. Benov brat Aaron (John Ireland) je zdaj zadolžen za Ponderoso, tam pa živi tudi žena malega Joeja, Annie. Njegov sin Benjamin (Michael Landon Jr.) se je vrnil z Vzhoda. Charlie Poke je človek, ki svoje življenje dolguje Benu Cartwrightu. Zdaj je delovodja na ranču in z Aaronom ni ravno v dobrih odnosih. Aaron je dovolil rudarskemu podjetju dostop do Ponderose, vendar ima direktor podjetja druge zamisli. Hossov sin Josh (Dirk Blocker), ki ga še nihče ni videl, je prišel na Ponderoso, da bi ubil Hossa, ker misli, da je Hoss zapustil njega in njegovo mamo – ne da bi vedel, da je Hoss umrl, preden se je lahko vrnil, da bi Joshovo mamo pripeljal v Ponderoso. 
Bonanza: The Return 28. november 1993 - izid filma.
Človek z zamero do pokojnega Malega Joeja se maščuje Cartwrightovim in poskuša prevzeti Ponderoso. Adam "A.C." Cartwright Jr. razmišlja o tem, da bi svojemu očetu napisal pismo. 
Bonanza: Under Attack 15. januar 1995 - izid filma.
Ponovna predstava o naslednji generaciji Cartwrightov, trije bratranci Benji, A.C. in Josh se združijo v boju proti silam in rešijo Ponderoso. Pod vodstvom starega prijatelja Bronca Evansa spoznajo pomen družine. 

## Ponderosaprequel series
Ponderosa (TV series) 
Ozemlje Nevade, leto 1849, deset let pred začetkom prvotne serije Bonanze se družina Cartwright preseli na ničvredno zemljo. V tej novi deželi Ben Cartwright, sveži vdovec, poskuša vzgajati svoje tri mlade sinove – Adama in Hossa v poznih najstniških letih ter prednajstniškega Josepha, splošno znanega kot Mali Joe. Serija je bila odpovedana po prvi sezoni.